# Susanna Wright
Susanna Wright (Lancashire, Inglaterra, 1697 – Columbia, Pensilvania, Estados Unidos, 1784) fue una poetisa, botánica, empresaria y jurista nacida en Inglaterra pero instalada desde su juventud en la entonces colonia de Pensilvania, una de las Trece Colonias de los futuros Estados Unidos.

## Infancia y juventud
Wright nació en Warrington, en el condado de Lancashire, Inglaterra, el 4 de agosto de 1697. Fue hija del empresario cuáquero John Wright y su esposa Patience. Tenía dos hermanos, John Jr. y James, y dos hermanas menores, Elizabeth y Patience. En 1714, sus padres emigraron a Pensilvania, llevándose a los tres hijos más pequeños pero dejando a Wright en Inglaterra para continuar su educación. Se unió a ellos en 1718. Su madre murió cuatro años después. Alrededor de 1724, su padre comenzó a explorar el Valle de Conejohela, y allí instaló a su familia restante unos años más tarde. En 1730, obtuvo una patente para operar lo que se conocía como Wright's Ferry, en la parte inferior del río Susquehanna, y en 1738 construyó una casa para sus hijos.
Wright recibió una educación esmerada, fue políglota (además de su inglés nativo, sabía latín, francés e italiano) y mostró grandes intereses científicos, agrícolas y literarios, típicos de la cultura de la Ilustración.

## Carrera
Susanna Wright, que nunca se casó, vivió en el curso bajo del río Susquehanna. Al principio administró la casa de su padre (muerto en 1749) y, más tarde, también ayudó a cuidar a la familia de su hermano James.